# 黄色光肋螺
黄色光肋螺（学名：Viriola corrugata），是异腹足目左锥螺科双肋螺属的一种。主要分布于台湾，常栖息在潮间带。